# Гури Мадхи
Гури Мадхи (15 мая 1921, Корча — 13 июня 1988, Будапешт) — албанский художник и скульптор. Народный художник (артист) Албании (1976).

## Биография
С детства отличался талантом рисования. Брал уроки у известного художника Спиро Ксеги.
Во время Второй мировой войны присоединился к коммунистическому движению сопротивления, партизанил, сражался против итальянской и немецкой оккупации. В 1950 году отправился в Советский Союз на учёбу в Академии художеств СССР в Ленинграде. Ученик Бориса Иогансона. Получил диплом в 1956 году. Затем вернулся в Албанию, где занял должность инспектора Министерства культуры в Тиране .
С 1961 года — преподаватель Национальной академии изящных искусств. В 1966 году в Албании прошла чистка (борьба с бюрократией), в ходе которой Мадхи был исключен из правящей коммунистической партии ППШ в 1967 году и отправлен на перевоспитание в Гирокастру . Проработал там  художником в воинской части два года. В 1970 году смог вернуться в Тирану, работал графическим дизайнером на промышленном предприятии. Много лет преподавал в художественной школе «Джордан Миша» . Вышел на пенсию в 1983 году и в то время был одним из самых известных художников Албании своего поколения.

Самая большая коллекция работ Мадхи хранится в Национальной художественной галерее Тираны (36 картин). В честь художника названа Художественная галерея в Корче, а также улицы в северной части Тираны, в Камзе и в Корче.